# Das Wappen der Herzogin von Kurland

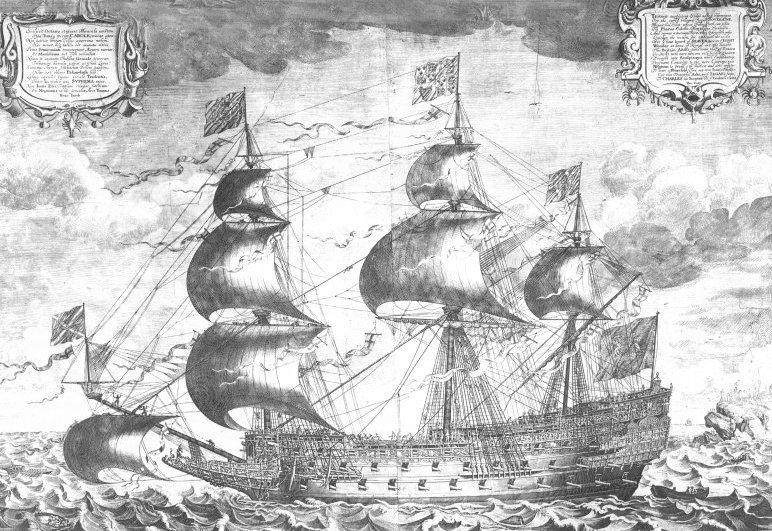
HMS Sovereign of the Seas – wzór dla kurlandzkiego Das Wappen der Herzogin von Kurland

Das Wappen der Herzogin von Kurland (niem. Herb Księżnej Kurlandii) –  największy okręt wojenny w służbie Księstwa Kurlandii. Zbudowany i zwodowany przed 1654 na polecenie księcia Kurlandii i Semigalii, Jakuba Kettlera, w celu włączenia się w wyścig o kolonie w Nowym Świecie. Nazwa okrętu prawdopodobnie została nadana na cześć małżonki księcia – Ludwiki Szarlotty Hohenzollern.
Okręt wybudowano wzorując się na angielskim okręcie HMS "Sovereign of the Seas" (zwodowanym w 1637). "Das Wappen der Herzogin von Kurland" miał cztery pokłady, trzy maszty i wyposażony był w 72 działa. Załogę stanowiło maksymalnie 400 marynarzy i 100 żołnierzy. Dla porównania, trzy największe polskie okręty z tego okresu (z lat 20. i początku 30.) - "Święty Jerzy", "Tygrys" i "Król Dawid" - były mniejsze i mogły zabrać do ok. 30–31 dział.
Jednostka wzięła udział w 1654 roku w trzeciej wyprawie do Tobago w Małych Antylach wraz z 25 urzędnikami, 124 żołnierzami i 80 rodzinami osadników. Po dotarciu do celu kapitan "Das Wappen der Herzogin von Kurland", Willem Mollens, założył kolonię Nowa Kurlandia z miastem Jacobstadt (obecnie Plymouth) i fortem Jekabforts.
Dalszy los jednostki jest nieznany.